# بریکل
بریکل (به انگلیسی: Brickell) یک منطقهٔ مسکونی در ایالات متحده آمریکا است که در میامی واقع شده‌است. بریکل ۳۲٬۴۸۹ نفر جمعیت دارد.
بریکل شهری است در حومه میامی، فلوریدا، ایالات متحده آمریکا. این بخش اقتصادی اصلی در جنوب میامی است. بریکل در قرن نوزدهم توسط پیشگامان اولیه احداث شد و در اوایل قرن بیستم، پس از ساخت خانه‌های مجلل در امتداد خیابان بریکل ماری بریکل ضمیمه میامی شد. در دهه ۱۹۷۰، برج‌های اداری، هتل‌ها و آپارتمان‌ها شروع به ساخت و تعویض با ساختمان‌های تاریخی کردند. امروزه، بریکل به مرکز تاریخی منطقه داون‌تاون میامی تبدیل شده، و اکنون به یکی از بزرگ‌ترین منطقه اقتصادی در ایالات متحده آمریکا تبدیل شده‌است. با رشد سریع جمعیت مسکونی، بریکل نیز سریع‌ترین رشد را داشته‌است. به لحاظ تراکم جمعیت، این محله دارای جمعیتی در حدود ۳۱۰۰۰ بوده‌است.

## پیشینه
بریکل یک محله مسکونی در ارتفاع بالا و بسیاری از ساختمان‌های مسکونی، لوکس و برج‌های آپارتمانی است. خیابان اصلی بریکل بریکلز یک خیابان شمال به جنوب است و در امتداد خیابان میامی قرار دارد، محل استقرار بسیاری از رستوران‌های معروف میامی، فروشگاه‌ها و مکان‌های سرگرمی است. با فاصله چند صدمتری جزیره گیتد قرار دارد که در ارتفاع بالا قرار گرفته و در کنار برج‌های هتل قرار دارد. بیش از ۱۹۰٬۰۰۰ کارمند در مرکز این شهر کار می‌کنند. امروزه، میامی بزرگ یکی از سریع‌ترین مناطق در حال رشد در این شهر است که از ۴۰۰۰۰ نفر در سال ۲۰۰۰ به ۸۰٬۰۰۰ سکنه در سال ۲۰۱۰ رسیده‌است. نقل و انتقالات به بریکل به وسیله مترو صورت می‌گیرد که ۵ ایستگاه بریکل را به هم وصل کرده و تأمین می‌کند.